# A Viharisten és a kígyó

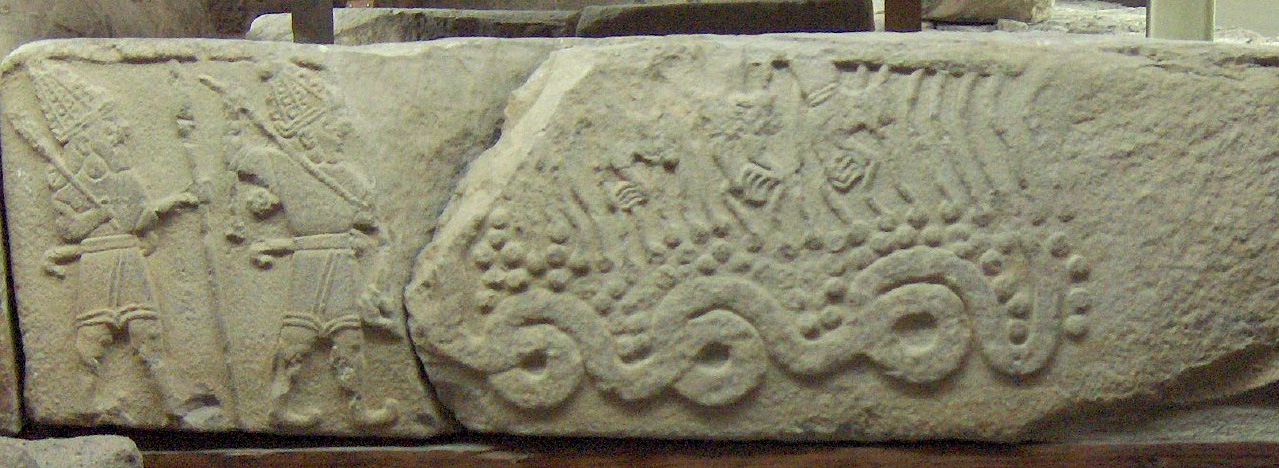
Illujankasz ábrázolása egy újhettita (melídi) homokkő domborművön az i. e. 9. század második feléből

A Viharisten és a kígyó címen ismert hettita mítosz egy Kella nevű pap által lejegyzett ünnepi szöveg, a CTH#321 része. A purulijasz ünnephez kapcsolódó mítosz. A szöveg nyolc töredékben maradt fenn, amelyeket A–H betűkkel különböztetünk meg. Egy kilencedik töredék besorolása bizonytalan, néha CTH#321J jelű, néha CTH#370.I.44.A (a 125 darab besorolatlan mitológiai töredék egyike). A forráskiadások mindegyikét Janes Beckman szerkesztette.
| Leltári szám | Katalógusszám                | Forráskiadás | Megjegyzés |
| ------------ | ---------------------------- | ------------ | ---------- |
| Bo 20        | CTH#321A                     | KBo 3.7      |            |
| Bo 2909      | CTH#321B                     | KUB 17.5     |            |
| Bo 2378      | CTH#321C                     | KUB 17.6     |            |
| 1269/z       | CTH#321D                     | KBo 34.33    |            |
| VAT 7473     | CTH#321D2                    | KUB 12.66    |            |
| Bo 8997      | CTH#321E                     | KUB 36.54    |            |
| 577/t        | CTH#321F                     | KBo 12.83    |            |
| 2020/f       | CTH#321G                     | KBo 12.84    |            |
| 1020/u       | CTH#321G2                    | KBo 13.84    |            |
| Bo 69/782    | CTH#321H                     | KBo 22.99    |            |
| Bo 912       | CTH#321J vagy CTH#370.I.44.A | KUB 36.53    |            |

A szöveg olvasásának és értelmezésének nehézségeit az első sor is jól illusztrálja. Ez a kezdés csak az A és F töredékeken van meg, ezek is nehezen olvashatók, sérültek.
A: [UM]MA mke-il-[a_(_)] ⌐d¬ URUne-ri-ik
F: ŠA⌐d¬URU⌐ne¬-ri-ik
A+F: [UM]MA mke-il-[a LÚGUDU12?] ⌐d¬URUne-ri-ik
A szöveg feltételezett értelme alapján a hiányos, rosszul olvasható részeken rekonstruált írásjelekkel:
𒌝𒈠 𒁹𒆠𒅋𒀀𒇻 [𒄴] 𒊭𒀭 𒌷𒉈𒊑𒅅
Jelentése: az alábbiak szerint Kella, a neriki isten papja [írta]

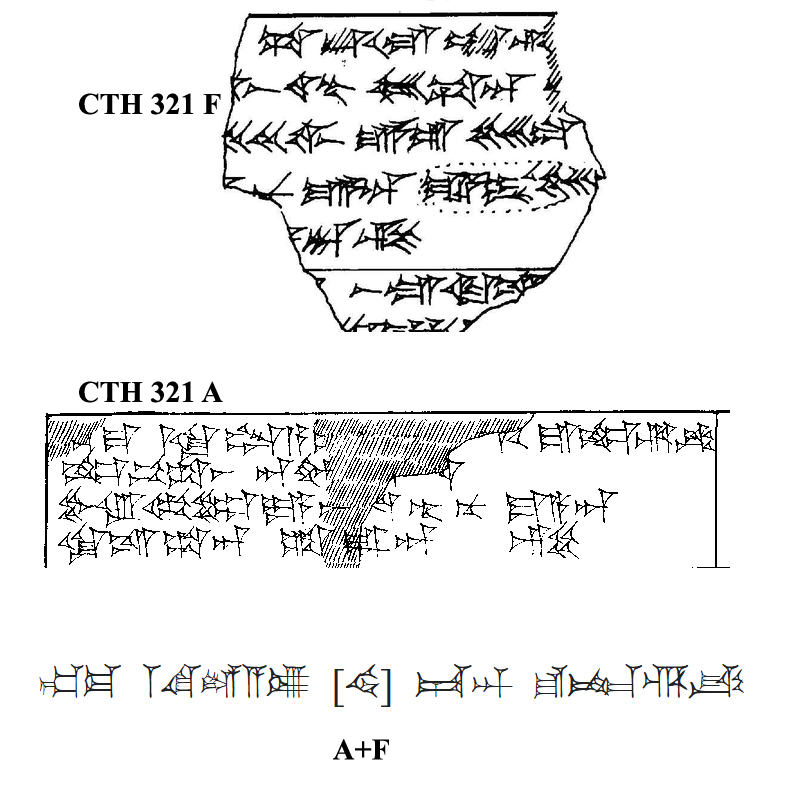
Az A és F töredék az első sorral.

A nyolc töredék két különböző mítoszt beszél el ugyanazokkal a főszereplőkkel. Az első szerint Illujankasz és a Viharisten harca során a Viharisten fogságba esett. Inara meghívta Illujankaszt egy nagy lakomára. Az eszem-iszom során lerészegedő Illujankaszt Hupaszijasz megkötözte, és a megbénított sárkányt a kiszabadított Viharisten megölte. Hupaszijasz csak annyit kért tettéért cserébe, hogy Inara legyen a szeretője, aki ezt teljesítette is. Feltétele azonban az, hogy nem nézhet ki palotája ablakán. Hupaszijasz mégis kinézett rajta, és éppen az őt kereső családját pillantotta meg, amelynek hatására Hupaszijasz vissza akart térni saját régi életéhez, Inara azonban ezt nem engedhette meg, és megölte.
A másik változat szerint Illujankasz nemcsak fogságba ejtette, hanem meg is csonkította a legyőzött Viharistent. Kivájta a szemét és kivágta a szívét. A Viharisten ezután egy egyszerű halandó leányát vette feleségül, bár a szövegnek lehetséges olyan értelmezése is, hogy Hebat leányáról van szó. Közös gyermekük, Szarruma később Illujankasz leányát választotta feleségül. Nászajándékul visszakérte apja szemét és szívét, amit Illujankasz teljesített. A Viharisten így visszanyerte erejét, és első dolgaként megint Illujankasz ellen indult. Szarruma a harcban Illujankaszt segítette, ezért a Viharisten mindkettőjüket megölte.
A mítosz rokonítható az Adapa-eposz, illetve az Égi királyság mítoszokkal, illetve az Illujankasz-mítosz volt a fő forrása a görög Tüphón-mítosznak is. További párhuzamok a Leviathán és Baál történetekkel vonhatók.